# Manu Gavassi (álbum)
Manu Gavassi é o álbum de estreia da cantora e compositora brasileira Manu Gavassi, lançado em 12 de outubro de 2010 através da gravadora Midas Music. Produzido por Rick Bonadio, o álbum contém 13 faixas compostas por Gavassi e seus temas são focados numa perspectiva adolescente. Sua sonoridade explora principalmente o pop e possui influências do pop rock, folk e country. O primeiro single do disco foi "Garoto Errado". A canção foi lançada em junho de 2011 e atingiu a 22ª posição no Brasil Hot 100. 
O segundo single do disco foi "Planos Impossíveis", e foi lançado em 25 de janeiro de 2011, este último recebeu ótimas críticas e atingiu a 16ª posição no Brasil Hot 100. O álbum foi produzido por Rick Bonadio e lançado pela gravadora Midas Music, da Universal Music, além de conter o selo da revista Capricho.

## Produção
Produzido por Rick Bonadio e André Jung em parceria com a revista Capricho, o álbum trouxe algumas participações nas produções, como a do cantor Adam Stevens, vocalista da banda Stevens, que assumiu as guitarras na canção "Você Tá Namorando", tal qual havia feito na versão acústica da canção no vídeo de descoberta da cantora. Lucas Silveira, vocalista da banda Fresno, compôs "Canta Comigo" especialmente para o álbum de estreia da cantora. Além disso, Daniel Weksler, baterista do NX Zero, gravou a bateria da música "Tudo O Que Eu Quiser - Yeah!". 

## Faixas
| N.º            | Título                                             | Compositor(es)                    | Duração |  |
| 1.             | "Deixa Pra Lá"                                     | Manu Gavassi                      | 2:56    |  |
| 2.             | "Pode Falar"                                       | Gavassi                           | 2:53    |  |
| 3.             | "Garoto Errado"                                    | Gavassi                           | 2:41    |  |
| 4.             | "Planos Impossíveis"                               | Gavassi                           | 4:23    |  |
| 5.             | "Eu e Você"                                        | Gavassi                           | 3:20    |  |
| 6.             | "Quatro Notas"                                     | Gavassi                           | 2:49    |  |
| 7.             | "Você Tá Namorando" (participação de Adam Stevens) | Gavassi                           | 3:24    |  |
| 8.             | "Suspiros"                                         | Gavassi                           | 2:41    |  |
| 9.             | "Canta Comigo"                                     | Lucas Silveira                    | 3:19    |  |
| 10.            | "Promete Pra Mim"                                  | Gavassi                           | 3:53    |  |
| 11.            | "Pode Até Rolar"                                   | Gavassi Rick Bonadio Erick Silver | 2:51    |  |
| 12.            | "Cansei De Você"                                   | Gavassi                           | 2:49    |  |
| 13.            | "Tudo Que Eu Quiser - Yeah!"                       | Gavassi Bonadio                   | 2:31    |  |
| Duração total: | Duração total:                                     | Duração total:                    | 40:36   |  |

| Faixas bônus da versão deluxe |                         |                |         |  |
| N.º                           | Título                  | Compositor(es) | Duração |  |
| 14.                           | "Odeio"                 | Gavassi        | 4:06    |  |
| 15.                           | "Você Já Deveria Saber" | Gavassi        | 3:40    |  |
| Duração total:                | Duração total:          | Duração total: | 48:23   |  |